# Леонов Валерій Петрович
Валерій Петрович Лео́нов (Трубін-Леонов; нар. 20 жовтня 1945, Мічуринськ) — український і російський диригент і музичний педагог; заслужений діяч мистецтв УРСР з 1986 року.

## Біографія
Народився 20 жовтня 1945 року у місті Мічуринську (нині Тамбовська область, Росія). 1970 року закінчив Ленінградське музичне училище при консерваторії імені Миколи Римського-Корсакова (клас фортепіано та хорового диригування Вадима Отрєзова). У 1974 році закінчив диригентсько-хорове відділення Ленінградської консерваторії за класом професора Олександра Анісімова; 1977 року — там же відділення оперно-симфонічного диригування за класом професора Іллі Мусіна; 1981 року — аспірантуру при консерваторії під керівництвом Юрія Темірканова.
Протягом 1977—1981 років працював диригентом Новосибірського державного академічного театру опери та балету та викладачем Новосибірської консерваторії. У 1981—1988 роках працював художнім керівником та головним диригентом симфонічного оркестру Ворошиловградської обласної філармонії.
Протягом 1988—1994 років працював художнім керівником та головним диригентом Національного симфонічного оркестру радіо та телебачення Білорусії у Мінську; одночасно у 1989—1992 роках — диригент Великого театру Білорусі та у 1988—1992 роках викладав у Білоруській державній консерваторії на кафедрі оперно-симфонічного диригування.
У 1994—2002 роках працював художнім керівником та головним диригентом симфонічного оркестру Саутфілду (США); у 1995—2006 роках був головним запрошеним диригентом камерного хору та симфонічного оркестру Детройта (США).
Був одним із засновників Луганської державної академії культури та мистецтв, де у 2007–2013 роках працював професором кафедри сольного співу і хорорового диригування, одночасно очолював оперну студію при ній.
З 2014 року працював хормейстером і диригентом Приморського театру опери та балету у Владивостоці. З 2016 року працює на Приморській сцені Маріїнського театру в Санкт-Петербурзі.

## Творчість
Під час його першого луганського періоду у 1980-х роках у місті відбулися перші виконання «Симфонії псалмів» Ігоря Стравінського, Першої симфонії Густава Малера, кантати «Іоан Дамаскін» Сергія Танєєва. Був ініціатором та організатором фестивалю «Музичні прем'єри України» у Ворошиловграді у 1982 році. Під його кіревництвом у місті відбулися авторські концерти Віталія Губаренка, Віталія Кирейка, Лева Колодуба, Мирослава Скорика, Андрія Штогаренка.
Працюючи в оперній студії в Луганську поставив опери «Монтеккі і Капулетті» Олександра Хорютченка, «Євгеній Онєгін» Петра Чайковського, «Русалка» Олександра Даргомижського, «Сестра Анджеліка» Джакомо Пуччині, «Ключ на мостовій» Жака Оффенбаха.
У репертуарі диригента також симфонії Антона Брукнера, твори Дмитра Шостаковича, Бели Бартока, Ріхарда Штраусса.
Виступав із симфонічними оркестрами України та Росії. Гастролював у Росії, Німеччині, Італії, Іспанії, США. Має записи на Українському радіо.